# Monsieur Beaucaire (film 1946)
Monsieur Beaucaire è un film del 1946 diretto da George Marshall.

## Trama
Beaucaire è un barbiere alla corte reale francese che viene inviato alla ghigliottina, ma viene salvato dal duca De Chandre, che lo porta alla corte spagnola. Qui Beaucaire finge di essere un nobile e si caccia in guai ancora più grossi.

## Distribuzione
Negli Stati Uniti d'America fu distribuito il 4 settembre 1946.